# Protolycosa
Protolycosa — викопний рід павуків вимерлої родини Arthromygalidae, що існував в Європі у пізньому кам'яновугільному періоді . Види цього роду були виявлені в Сілезії в Польщі та в Севеннах у Франції. У 2021 році відбиток ще одного виду знайдено у цегельному кар'єрі у штаті Нью-Мексико (США). 

## Види
- Protolycosa anthracophilia Roemer, 1866
- Protolycosa cebennensis Laurentiaux-Viera & Laurentiaux, 1963
- Protolycosa suazoi Selden 2021